# Адерпаёта
Адерпаёта  (также Адер-Паюта) — река в России, протекает по Ямало-Ненецкому АО. Река вытекает из небольшого безымянного озера на севере Тазовского полуострова на высоте более 34 м над уровнем моря. В верховьях течёт на юг. Затем направление последовательно меняется на восточное, северо-восточное и северное. В нижнем течении берега обрывистые. Впадает в середину южной части Тазовской губы, к востоку от озера Сор. Перед устьем ширина реки достигает 160 м, а глубина — 5 м. Длина реки составляет 267 км. Площадь водосборного бассейна — 1710 км². Активно меандрирует. По всей длине реки (кроме верховья) проходит граница между Тазовским и Надымским районами ЯНАО.

## Притоки
(слева указано расстояние от устья, справа — длина)
- 28 км: Нямзахэйяха (пр) — 17 км
- 50 км: Сябулабтэй (лв) — 51 км
- 68 км: Юретянё (лв) — 25 км
- 69 км: Хайвоптютанё (лв) — 19 км
- 149 км: Енъяха (лв) — 50 км
- 181 км: Харыхэйнядаяха (лв) — 13 км
- 235 км: Ванготаяха (пр) — 14 км
- 241 км: Нгарка-Онуръяха (пр) — 16 км
- 243 км: Юмбседаяха (лв) — 19 км
- 248 км: Паётатарка (лв) — 13 км
- 250 км: Нёляко-Онуръяха (пр) — 15 км
- 253 км: Тояха (лв) — 13 км

## Данные водного реестра
По данным государственного водного реестра России относится к Нижнеобскому бассейновому округу, водохозяйственный участок — реки бассейна Карского моря от восточной границы бассейна реки Надым до северо-западной границы бассейна реки Пур, речной подбассейн реки — подбассейн отсутствует. Речной бассейн реки — Пур.
Код объекта в государственном водном реестре — 15040000212115300053900.